# Tholosgrab von Kazarma

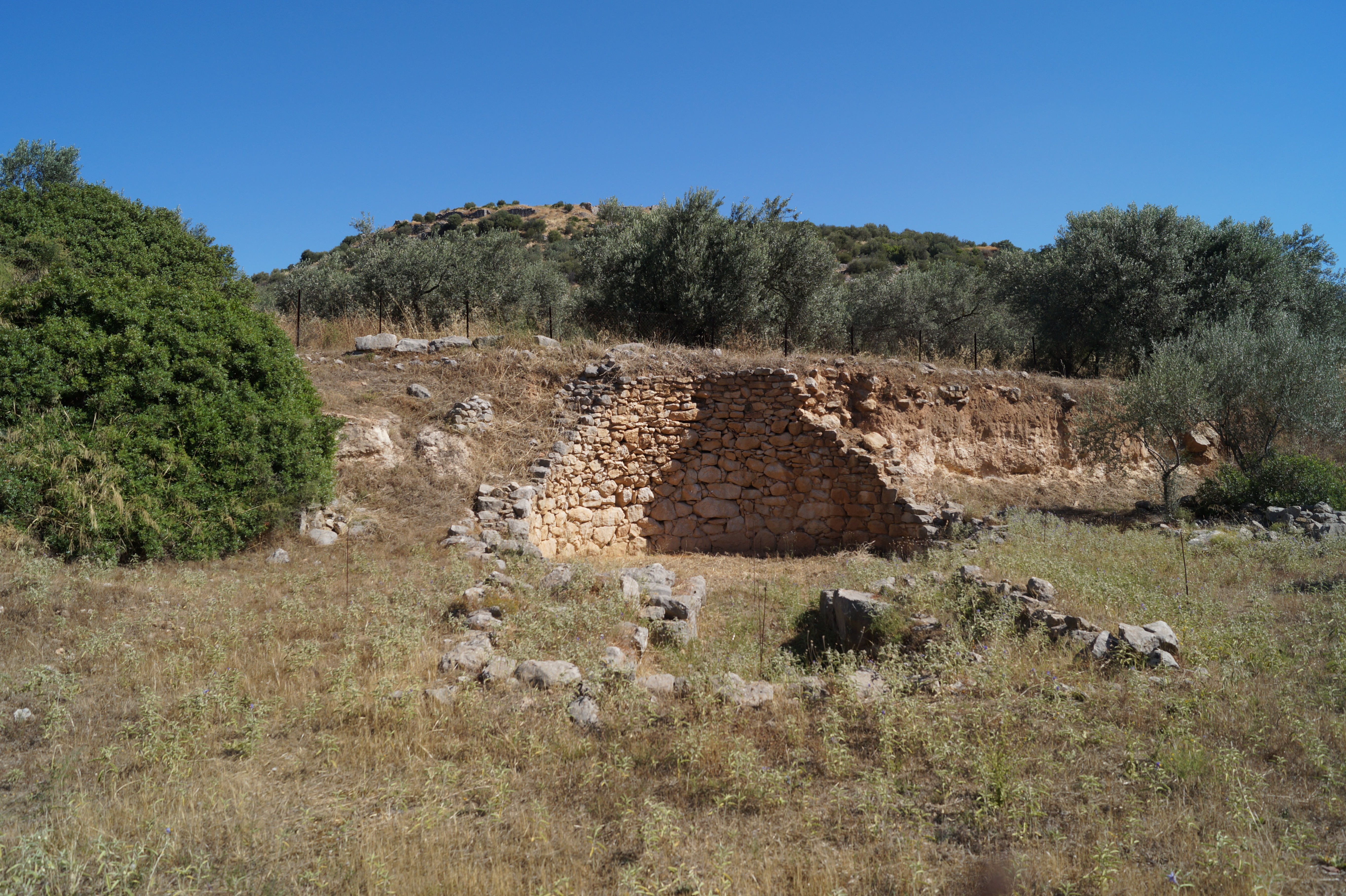
Tholosgrab von Kazarma

Das Tholosgrab von Kazarma (griechisch Θολωτός Τάφος Καζάρμας) ist ein unterirdisches Kuppelgrab in der Argolis. Es befindet sich in Agios Ioannis, einem Ortsteil von Arkadiko am südlichen Abhang des Kazarma-Hügels, und liegt etwa 8 m nördlich der Straße nach Lygourio. Etwa 300 m nördlich erhebt sich die Akropolis von Kazarma. Nach der Klassifizierung von Alan Wace gehört das Grab zur ersten Tholos-Gruppe und datiert in die Späthelladische Zeit (SH II A).

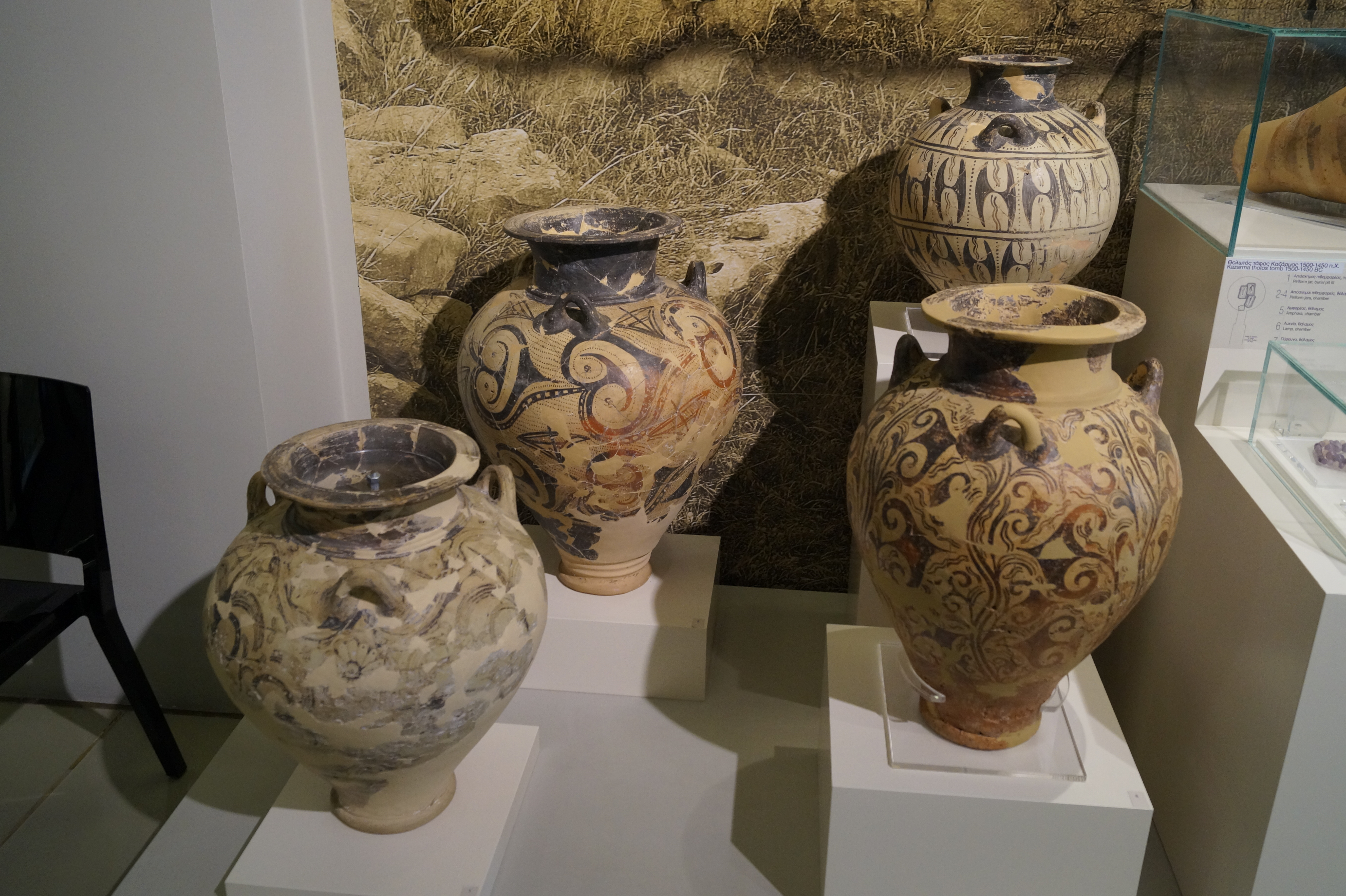
Keramik im Palaststil aus dem Grab

## Beschreibung
Der etwa 5 m lange und 2,50 m breite Dromos führte von Süden zum Eingang des Grabes. Der Eingangskorridor (Stomion) hatte eine Breite von 1,55 m und eine Länge von 2,50 m. Sowohl vom Dromos als auch vom Stomion sind nur die Grundmauern erhalten. Von der Grabkuppel ist nur der hintere Teil bis in eine Höhe von 4 m erhalten. Die Kuppel hatte ursprünglich einen Durchmesser von 7,20 m und eine Höhe von etwa 7 m. Der untere Teil der Kuppel ähnelt in der Bauweise dem Kyklopengrab in Mykene. Er wurde aus großen Steinen errichtet während für die oberen Schichten kleinere Steine verwendet wurden. In den weichen Felsboden waren drei Grabschächte gegraben, die mit großen Steinplatten abgedeckt wurden. In Schacht I war eine Frau und in den Schächten II und III je ein Mann beigesetzt worden. Es handelte sich bei den Verstorbenen vermutlich um eine lokale Elite, die die Straße von Epidauros nach Argos kontrollierte und in der Zeit von 1500 bis 1450 v. Chr. hier ihre letzte Ruhe fand. Als Grabbeigaben fand man hochwertige Keramik im Palaststil, Gefäße aus SH I und frühem SH II, Schmuck und Bronzewaffen.
Das Grab wurde danach noch weiter genutzt. Man vermutet, dass das Grab über 250 Jahre von der gleichen Familie genutzt wurde. Am Ende der Nutzungsphase (LH III C, Anfang 12. Jahrh. v. Chr.) wurden in der Grabkammer zwei Tote ohne Beigaben beigesetzt und ein großes Feuer entzündet. Das Grab wurde endgültig verschlossen und auf einem Steinhaufen vor dem Eingang ein Kalb und ein kleiner Skyphos geopfert. Wie Funde unter dem Grab zeigen, war der Ort, an dem es errichtet wurde, bereits im Frühhelladikum besiedelt. Es wurde ab September 1968 auf dem Gelände der Gebrüder Giannoulis unter Leitung von Spyridon Marinatos ausgegraben. Die Funde befinden sich im Archäologischen Museum von Nafplio.